# Великий Камаган
Великий Камага́н (рос. Большой Камаган) — село у складі Білозерського району Курганської області, Росія. Адміністративний центр Камаганської сільської ради.
Населення — 254 особи (2017, 342 у 2010, 536 у 2002).